# Вайда (губа)
Ва́йда (устар. Вайда-Губа) — незамерзающая губа (залив) Баренцева моря, на северо-западной оконечности Рыбачьего полуострова. Она открыта прямо к северу; вдаётся в материк на 12 км. Пологие берега её образуют главный овал, по краям которого высятся покрытые зеленью холмы. Влияние Гольфстрима сказывается в сильном развитии сочных трав, дающих возможность заниматься скотоводством. Высокое нагорье отодвинуто далеко вглубь. На берегу залива расположен посёлок Вайда-Губа.
Согласно постановлению Президиума ЦИК СССР от 1926 года к востоку от неё находились земли Советской Арктики. Вайда-губа упомянута также в федеральном законе № 193-ФЗ от 13 июля 2020 года, определяющем территории и акватории Арктической зоны Российской Федерации в Северном Ледовитом океане: 

…Под Арктической зоной Российской Федерации (далее — Арктическая зона) понимаются сухопутные территории и примыкающие к ним внутренние морские воды Российской Федерации и территориальное море Российской Федерации, участки континентального шельфа Российской Федерации, а также земли и острова, которые в будущем могут быть открыты, не являются территориями иностранных государств, расположены в Северном Ледовитом океане к северу от побережья Российской Федерации до Северного полюса в пределах между меридианом тридцать два градуса четыре минуты тридцать пять секунд восточной долготы от Гринвича, проходящим по восточной стороне Вайда-губы через триангуляционный знак на мысе Кекурский, и меридианом сто шестьдесят восемь градусов сорок девять минут тридцать секунд западной долготы от Гринвича, проходящим по середине пролива, разделяющего острова Ратманова и Крузенштерна группы островов Диомида в Беринговом проливе, на которых в соответствии с настоящим Федеральным законом и другими федеральными законами устанавливаются меры государственной поддержки предпринимательской деятельности.— Федеральный закон от 13 июля 2020 г. № 193-ФЗ «О государственной поддержке предпринимательской деятельности в Арктической зоне Российской Федерации».
Хотя в 1926 году Вайда-губа действительно являлась наиболее западным участком арктического побережья РСФСР (и СССР), в настоящее время это не так; российско-норвежская граница выходит на берег Баренцева моря примерно в 40 км к западу от Вайда-губы.